# Памятник доктору Гаазу (Москва)
Памятник доктору Га́азу — бюст доктора Фёдора Гааза, установленный в Москве в Малом Казённом переулке во дворе НИИ гигиены и охраны здоровья детей и подростков. Изготовлен скульптором Николаем Андреевым. Открытие состоялось в 1909 году.

## Описание

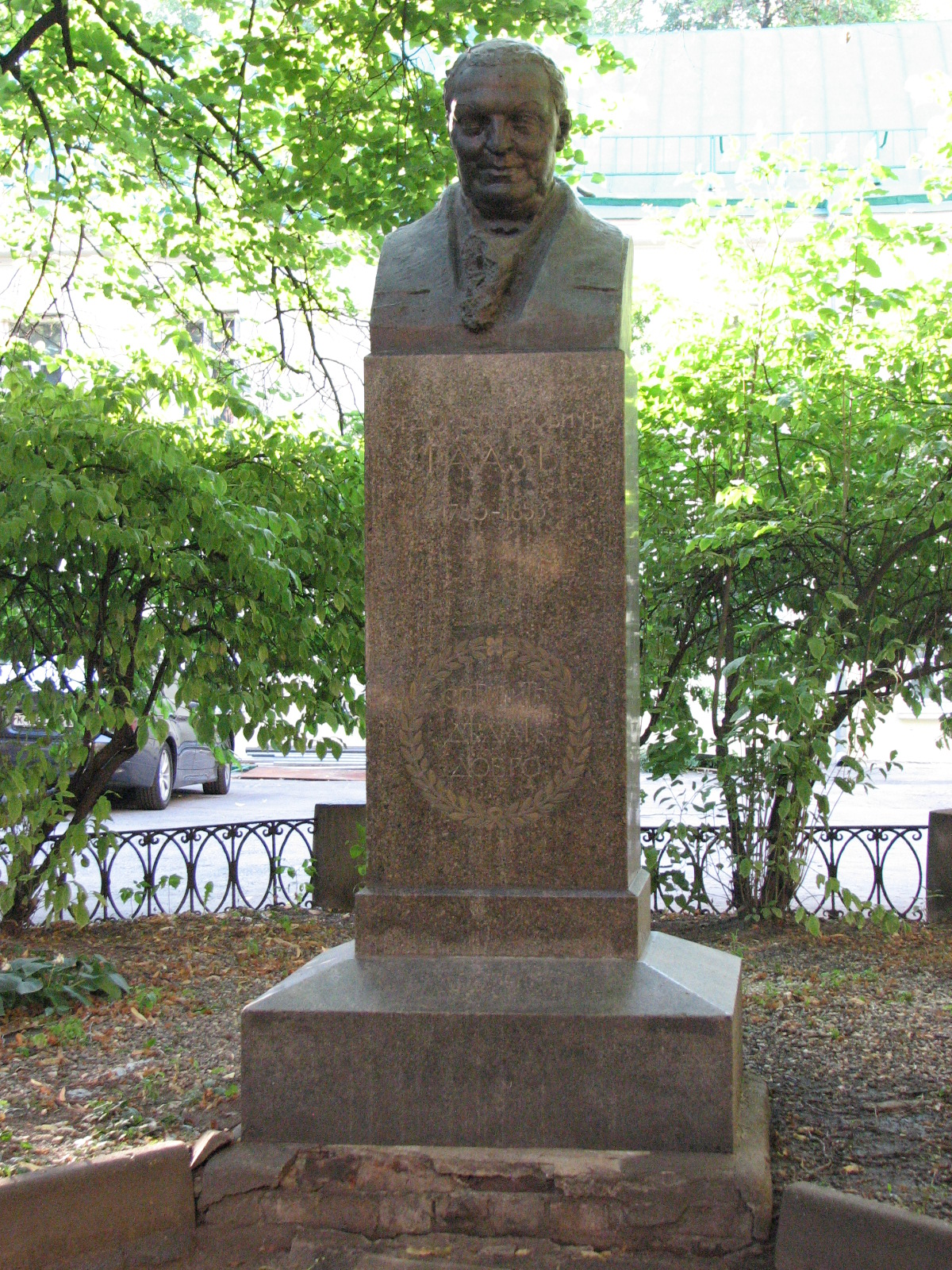
Памятник доктору Фёдору Гаазу, 2010

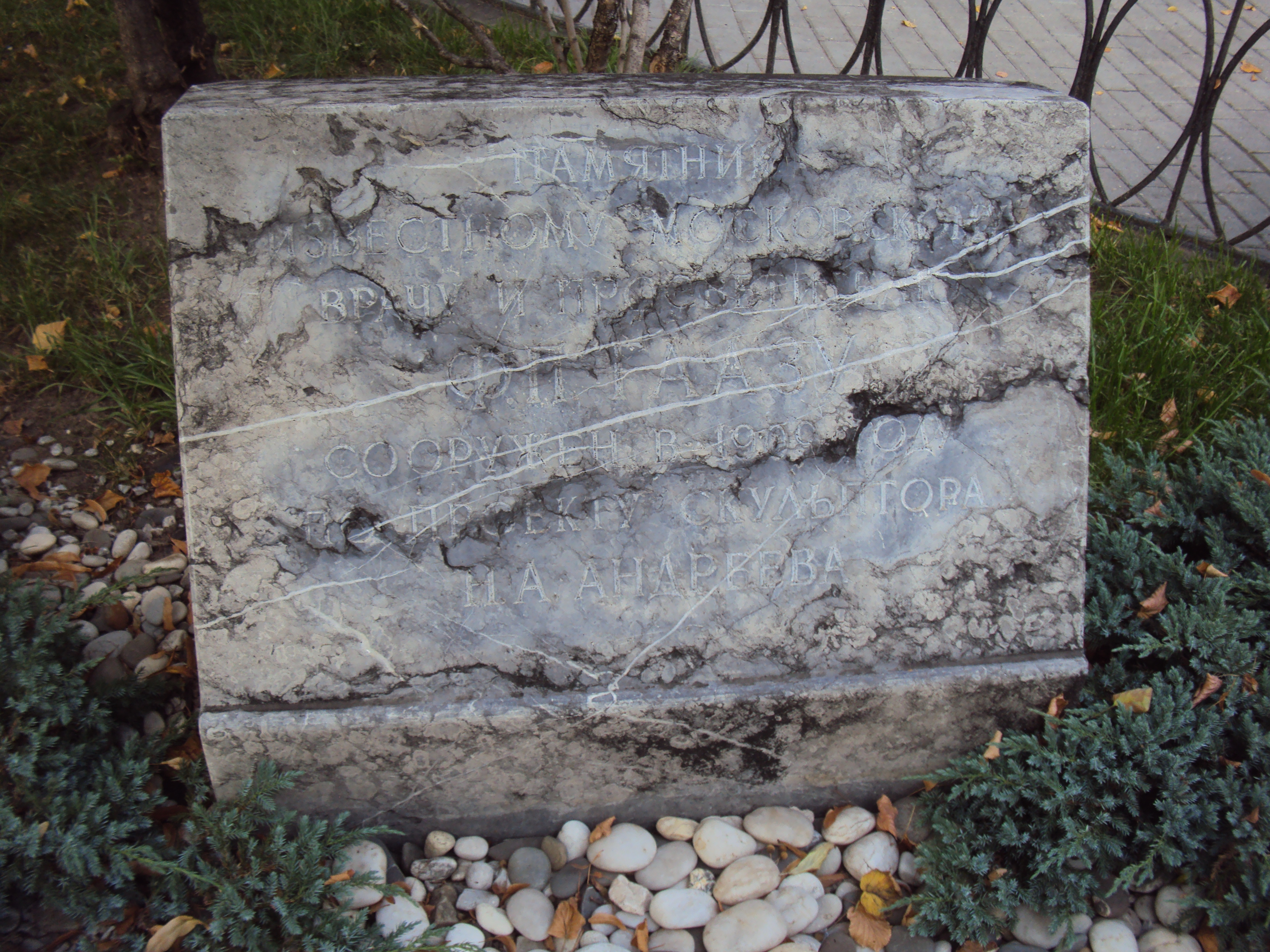
Гранитная плита к памятнику, 2015

Бронзовый бюст Гаазу установлен на постаменте в форме прямоугольной призмы из чёрного полированного гранита. Выполнен в стиле импрессионизма: автор обращает большее внимание на игру света и тени, на живописность, чем на монументальность форм. На лицевой части постамента высечена надпись «Фёдор Петрович Гааз. 1780—1853», а ниже в лавровом венке слова апостола Петра, которые доктор считал своим девизом: «Спешите делать добро». Ограда скульптурной композиции выполнена из бетона и чугуна.
Рядом с бюстом находится гранитная плита, на которой выгравирована посвятительная надпись: «Памятник известному московскому врачу и просветителю Ф. П. Гаазу. Сооружен в 1909 г. по проекту скульптора Н. А. Андреева». Плита является выявленным объектом культурного наследия Москвы.

## История
В 1908 году главный врач Александровской больницы (бывшей Полицейской) Сергей Пучков решил установить памятник основателю больницы, известному московскому врачу-гуманисту Фёдору Гаазу, который посвятил свою жизнь облегчению участи заключённых и ссыльных. Пучков организовал сбор средств, получив 3200 рублей. Проект монумента выбирался на конкурсной основе. Победителем стал скульптор Николай Андреев.
|  | Памятник обошёлся всего в 3200 рублей, причём скульптор Н. А. Андреев ничего не взял за свою работуГазета «Речь», 1 октября 1909 года |

Открытие памятника состоялось 1 октября (18 сентября) 1909 года. В два часа дня перед закрытым тканью памятником преосвященный Анастасий отслужил молебен в сопровождении пения арестантского и детского хоров, после чего ткань спустили. На торжестве присутствовали представители администрации города, благотворительных учреждений и больниц, судебной системы, а также арестанты московских тюрем и Рукавишниковского исправительного приюта, в том числе градоначальник Александр Адрианов, заместитель губернатора Москвы Владимира Джунковского, предводитель московского дворянства Александр Самарин, член городской Московской думы Николай Гучков. Вокруг памятника был разбит сквер с клумбами.
Вплоть до революции у памятника ежегодно проводились детские праздники под названием «У доброго дедушки Гааза».
В 1960 году памятник был внесён в реестр объектов культурного наследия.
В 1960-е годы жительница соседнего с памятником дома Анна Григорьевна Захарова добилась от властей города установки рядом с монументом гранитной плиты с именами Гааза, скульптора Андреева и годом открытия.

## Современность
В 2009 году в связи со 100-летием установки бюста Гааза при поддержке некоммерческого партнёрства «Сотворчество» состоялась торжественная первооктябрьская церемония у памятника, на которой сотрудница представительства Ватикана Джованна Парравичини зачитала послание Апостольского нунция в России, архиепископа Антонио Меннини с речью о докторе.
|  | В образе Фёдора Петровича Гааза прекрасно воплотились три измерения — милосердие, культура и христианское свидетельствоАрхиепископ Антонио Меннини, 2009 |

Также глава католической Архиепархии Божией Матери в Москве архиепископ Паоло Пецци обратился к участникам торжеств с приветствием. Прозвучали выступления посла Германии в России доктора Вальтера Шмидта, советника Министерства культуры Российской Федерации Льва Дзугаева, представителя Комитета общественных связей Москвы Марины Сусловой, которая зачитала приветствие заместителя мэра Людмилы Швецовой.
В рамках торжественной церемонии для детей-сирот провели праздник, положивший начало возрождению традиции организации таких мероприятий в день годовщины установки памятника. А в октябре состоялись конференция, концерт и экскурсии посвящённые Гаазу.
В 2015 году недалеко от памятника в помещениях НИИ гигиены и охраны здоровья детей и подростков был открыт музей Фёдора Петровича Гааза.